# Villa Fontana (Entre Ríos)
Pour les articles homonymes, voir Villa Fontana.
Villa Fontana, aussi appelée Kilómetro 28, est une localité argentine située dans le département de Paraná et dans la province d'Entre Ríos.

## Description
La population de la localité, c'est-à-dire à l'exclusion de la zone rurale, était de 134 en 1991 et de 180 en 2001. La population de la juridiction du conseil de gouvernement était de 219 en 2001
La paroisse catholique locale s'appelle Capilla San José. La principale activité économique est l'agriculture, suivie par l'élevage, le soja étant la principale culture. Il y a une entreprise céréalière dans la ville, qui est la source d'emploi pour la plupart des habitants. L'industrie de la localité est étroitement liée à la campagne.